# アメージング・コング
アメージング・コング（Amazing Kong、本名：キア・スティーブンス（Kia Stevens）、1977年9月4日 - ）は、アメリカ合衆国・カリフォルニア州出身の女子プロレスラー、女優。パワーとテクニックを兼ね備え、日米のリングで活躍している。

## 経歴
全日本女子プロレスの松永正嗣（松永俊国の息子）渉外担当がロサンゼルスでスカウトした。2002年10月20日、川崎市体育館にて、堀田祐美子戦でデビュー。リングネームはこの大会をプロデュースしたロッシー小川により「アメージング・コング」とされた。「A・KONG」と表記されることも多い。
2004年1月4日にはWWWA世界シングル王座を奪取。外国人レスラーとしてはラ・ギャラクティカ以来約21年ぶりの、そして最後のWWWA世界シングル王者となった。
アジャ・コングとの「Wコング」でWWWA世界タッグ王座にも君臨した。
全女崩壊後はフリーとなりSUNを主戦場とする。
2007年1月14日、高橋奈苗を下しAWA世界女子王座を獲得。
ハッスルでは「乙女のマーガレット」として参戦した。
同年、TNAと契約。TNAでは「オーサム・コング（Awesome Kong）」のリングネームとして参戦。2008年1月にはゲイル・キムを下し第2代TNA ウーマンズ王座を奪取した。
同年大晦日、元気美佐恵の引退試合のため来日。このときは「アッサム・コング」で出場。
2010年1月、浜田文子とタッグを組み、TNA ノックアウト・タッグチーム王座獲得。
同年3月、TNAを退団。アメージング・コングとしてROHに参戦。
同年5月5日、1年半ぶりとなる日本のリングとしてNEO女子プロレスに参戦。
2011年4月にWWEと契約を結び、同年5月1日のWWEエクストリーム・ルールズ2011にてカルマというリングネームでWWEデビューを果たした。レイラに敗れたミシェル・マクールにインプラント・バスターを喰らわせ、翌週はRAWとSmackDown!の両団体にてディーバたちを攻撃したが、同月23日のRAWでは一転ディーバたちに囲まれリング上で号泣した。翌週31日のRAWにて妊娠による1年間の休業を発表した。
しかし2012年1月29日開催されたロイヤルランブル25にて電撃復帰。21番目に登場しフニコを敗退させるなどの活躍を見せたが、ドルフ・ジグラーにより敗退させられてしまう。その後、米国のメディアなどでロイヤルランブル以前に流産していたことを発表。WWE復帰を目指しトレーニングに励んでいたが、同年7月、WWEを解雇されたことを自身のTwitterにて発表した。
以降はアメリカインディーサーキットを経て2015年にTNA復帰。
同年8月26日、高橋奈七永（旧・奈苗）プロデュース「SEAdLINNNG」に5年ぶりに来日。次回大会も参戦する予定だったが、11月22日に欠場と引退を発表した。
2019年5月25日、アメリカの新団体オール・エリート・レスリング（AEW）の旗揚げ戦「Double or Nothing」にサプライズ出場。

## 得意技
インプラント・バスター
WWEでのフィニッシャー。
ダブルアームクラッチの体勢から相手を逆さの状態で持ち上げて、そのままフェイスバスターの状態でたたきつける。
 アメージング・ボム（日本）／オーサム・ボム（TNA）
シットアウト・パワーボム

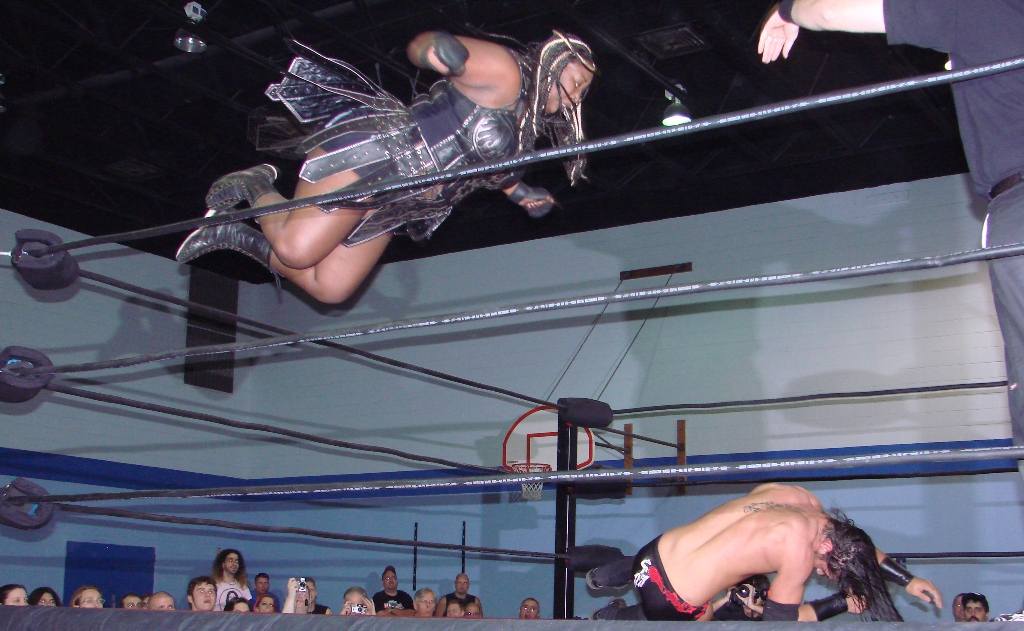
アメージング・プレス
ダイビング・スプラッシュ
TNAではそのままダイビング・スプラッシュと呼ばれていた。

## タイトル
- WWWA世界シングル王座

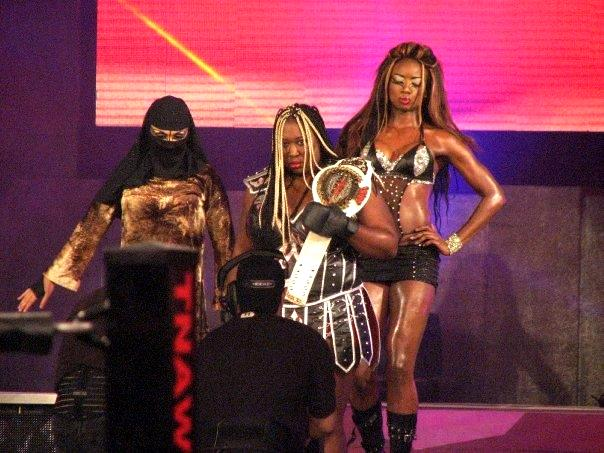
TNA ウーマンズ王座

- WWWA世界タッグ王座（パートナーはアジャ・コング）
- NEO認定タッグ王座（パートナーは松尾永遠（初代）、木村響子（第3代））
- AWA世界女子王座
- NWA世界女子王座
- TNA女子王座
- TNAノックアウト・タッグチーム王座（パートナーは浜田文子）
- インパクト殿堂 : 2021年度

## エピソード
- 2004年のプロレスリングZERO-ONEの会場に現れ火祭り参戦をアピールしたが、橋本真也に「女の子はダメだよ」と却下されてしまった。

- 1980年代の女子プロレスを題材にしたアメリカの人気コメディドラマ「GLOW: ゴージャス・レディ・オブ・レスリング」に2017年より出演している。